# Niels Bjerrum
Niels Bjerrum (ur. 1879, zm. 1958) – duński fizykochemik.
Od 1914 profesor uniwersytetu w Kopenhadze i Królewskiego Instytutu Weterynaryjno-Rolniczego. Główne jego prace dotyczyły roztworów elektrolitów i związków kompleksowych. Opracował teorię alkacymetrii i mocnych elektrolitów, był też autorem podręczników.